# Nairn
Pour les articles homonymes, voir Nairn (homonymie).
Nairn (en gaélique écossais : Inbhir Narann) est une ville portuaire (et ancien burgh) d'Écosse, située dans le council area des Highlands et dans la région de lieutenance et ancien comté du Nairnshire. De 1975 à 1996, elle était la capitale administrative du district de Nairn, au sein de la région des Highlands.

## Géographie

### Situation
Nairn est située dans le nord-est de l'Écosse, sur la côte de la mer du Nord, à 26 km à l'est d'Inverness, la grande ville des Highlands.

## Histoire
Nairn est un ancien burgh écossais.
Pendant les Guerres des Trois Royaumes, la bataille d'Auldearn se déroula non loin de Nairn le 9 mai 1645.